# Akademy

Logo Akademy 2005 que se celebró en Málaga.

La Akademy (aKademy antes de 2008) es el encuentro mundial anual de los contribuidores al proyecto KDE. Este evento es de asistencia libre y con finalidad no comercial.
Akademy ofrece una completa semana de actividades alrededor del proyecto KDE, cuyos 2 primeros días se reservan para las presentaciones sobre las últimas novedades de KDE, y los siguientes 5 días se realizan de talleres, Birds of a Feather (BOF) y sesiones de codificación.

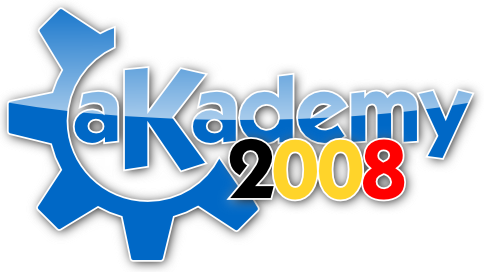
Logo Akademy 2008 de Sint-Katelijne-Waver, Bélgica

Desde 2006 también se celebra en España la versión española llamada Akademy-es, y también existe una versión Latinoamericana llamada LaKademy.

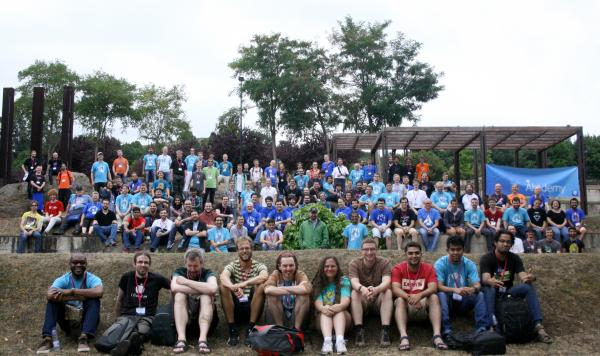
Foto de grupo de la última Akademy del 2015 que se celebró en La Coruña, Galicia, España

## Ediciones internacionales
A lo largo de más de 10 años se han ido celebrando una reunión anual de los contribuidores al proyecto KDE en diferentes ciudades euopeas. El listado de las diferentes ediciones es el siguiente:
- 2003 Nové Hrady, República Checa (llamada Kastle no aKademy)[2]
- 2004 Ludwigsburg, Alemania[3]
- 2005 Málaga, España[4]
- 2006 Dublín, Irlanda[5]
- 2007 Glasgow, Escocia[6]
- 2008 Sint-Katelijne-Waver, Bélgica[7]
- 2009 Gran Canaria, España[8]
- 2010 Tampere, Finlandia[9]
- 2011 Berlín, Alemania[10]
- 2012 Tallin, Estonia[11]
- 2013 Bilbao, España[12]
- 2014 Brno, República Checa[13]
- 2015 La Coruña, España[14]
- 2016 Berlín, Alemania[15]
- 2017 Almería, España
- 2018 Viena, Austria
- 2019 Milan, Italia
- 2020 En línea
- 2021 En línea
- 2022 Barcelona, España
- 2023 Salónica, Grecia

## Ediciones españolas

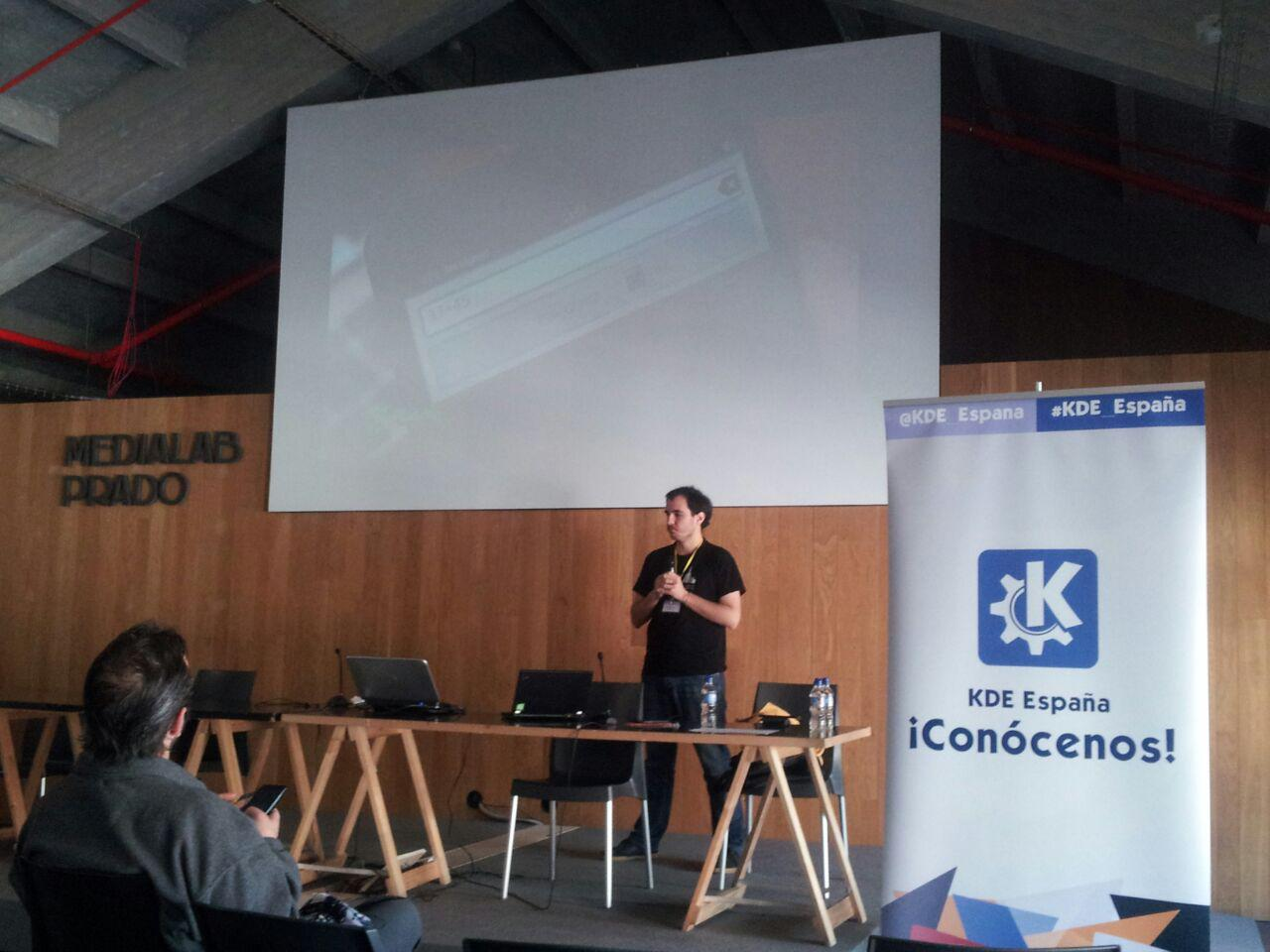
Una de las presentaciones en la Akademy-es de 2016

- 2006 Barcelona[16]
- 2007 Zaragoza[17]
- 2008 La Coruña[18]
- 2009 Gran Canaria[19] (coincidiendo con la Akademy internacional)
- 2010 (7, 8 y 9 de mayo) Bilbao[20]
- 2011 (20, 21 y 22 de mayo) Barcelona[21]
- 2012 (18, 19 y 20 de mayo) Zaragoza[22]
- 2013 (11 y 12 de julio) Bilbao[23] (coincidiendo con la Akademy internacional)
- 2014 (16, 17 y 18 de mayo) Málaga[24]
- 2015 (23 y 24 de julio) La Coruña[25] (coincidiendo con la Akademy internacional)
- 2016 (15, 16 y 17 de abril) Madrid[26]
- 2017 (20 y 21 de julio) Almería[27] (coincidiendo con la Akademy internacional)
- 2018 (11, 12 y 13 de mayo) Valencia[28]
- 2019 (28, 29 y 30 de junio) Vigo[29]
- 2020 (20, 21 y 22 de noviembre) Online[30]
- 2021 (19, 20 y 21 de noviembre) Online[31]
- 2022 Barcelona
- 2023 Málaga, celebrada junto a OpenSouthCode